# The Knowing
«The Knowing» (рус. Знание) — третий студийный альбом группы Novembers Doom, вышедший в 2000 году.

## Предыстория
После проблем с выпуском альбома Of Sculptured Ivy and Stone Flowers группа решила сменить лейбл, но у них оставался всё ещё действующий контракт с Martyr Music Group на два альбома. В результате переговоров Кюра с лейблом Dark Symphonies, представители последнего связались с руководством Martyr Music Group и выкупили у него контракт с Novembers Doom. Официально сделка была завершена в июле 2000 года.

## Запись
В мае 2000 года группа на студии Studio One Криса Джуричича начала запись альбома The Knowing.

## Музыка и тексты

### Список композиций
Все тексты написаны Полом Кюром, вся музыка написана Эриком Бернли и Ларри Робертсом.
| №                   | Название                      | Длительность |
| ------------------- | ----------------------------- | ------------ |
| 1.                  | «Awaken»                      | 3:33         |
| 2.                  | «Harmony Divine»              | 5:17         |
| 3.                  | «Shadows Of Light»            | 4:38         |
| 4.                  | «Intervene»                   | 1:52         |
| 5.                  | «Silent Tomorrow»             | 5:13         |
| 6.                  | «In Faith»                    | 5:18         |
| 7.                  | «Searching The Betrayal»      | 4:40         |
| 8.                  | «Last God»                    | 9:43         |
| 9.                  | «In Memories Past»            | 5:02         |
| 10.                 | «The Day I Return»            | 5:14         |
| 11.                 | «Aura Blue»                   | 8:00         |
| 12.                 | «Silent Tomorrow (Dark Edit)» | 5:10         |
| Общая длительность: | Общая длительность:           | 50:51        |

### Жанр и стилистика
Альбом позиционировался Кюром как расширение материала для предыдущего альбома группы, отличаясь только «некоторыми шагами в новых направлениях» в поисках улучшения звука. Свою музыку он характеризовал как «оригинальную, атмосферную, угрюмую и мощную».

### Тематика и название
Концепцию альбома Кюр описывал как историю человека, однажды получившего дар предвидения. Этот человек внезапно узнал всё, что произойдёт в будущем, вплоть до конца света. Поначалу он радуется полученному знанию, но постепенно осознаёт цену, которую ему приходится платить за это: он знает когда умрут его друзья и близкие, знает, что возлюбленная на самом деле его больше не любит и лжёт ему. Некоторые вещи начинают сводить его с ума, особенно когда понимает, что может влиять на чужие судьбы и события, но никак не может определиться со своим выбором.
При этом у альбома есть и другая, не вымышленная сторона, личная для Кюра.

## Участники записи

### Группа
- Paul Kuhr — вокал
- Eric Burnley — гитара, клавишные
- Larry Roberts — гитара
- Mary Bielich — бас-гитара
- Joe Nunez — ударные, перкуссия

### Приглашённые музыканты
- Sarah Wilson — вокал
- Sophie Kopecky — вокал